# Zbigniew Jabłoński (aktor)
Zbigniew Jabłoński (ur. 15 sierpnia 1919 w Krakowie, zm. 13 lipca 2009 w Łodzi) – polski aktor teatralny i filmowy. Debiutował w 1945 roku. Był aktorem scen krakowskich m.in.: Teatru Starego i Teatru Bagatela, a następnie łódzkich: Teatru 7.15, Teatru im. S. Jaracza i Teatru Powszechnego. Miał w swoim dorobku około trzydziestu występów w filmach.

## Nagrody i odznaczenia
- Srebrny Medal „Zasłużony Kulturze Gloria Artis” (2011)[1]

## Filmografia
- Kazimierz Wielki (1975), reż. E. Petelska i Cz. Petelski
- Antek (1971), reż. W. Fiwek - Sąsiad
- Stawka większa niż życie (odc. 4) (1968), reż. A. Konic - Urzędnik turecki, przyznający Klossowi wizę
- Przygoda z piosenką (1968), reż. S. Bareja - Mąż madame Michaud
- Pieczone gołąbki (1966), reż. T. Chmielewski - Dziennikarz
- Niewiarygodne przygody Marka Piegusa (odc. 1) (1966), reż. M. Waśkowski - Muzyk Cezary Cedur, kolega Surmy
- Kochajmy syrenki (1966), reż. J. Rutkiewicz - Sprzedający gumowe uszczelki
- Lekarstwo na miłość (1965), reż. J. Batory - Mężczyzna obudzony przez Jankę
- Kapitan Sowa na tropie (odc. 8) (1965), reż. S. Bareja - Majster rozmawiający z Albinem
- Panienka z okienka (1964), reż. M. Kaniewska - Organista z Oliwy
- Gdzie jesteś Luizo (1964), reż. J. Kubik
- Banda (1964), reż. Z. Kuźmiński - Mężczyzna w przedziale pociągu
- Ostatni kurs (1963, reż. J. Batory - Kolejny dyrektor na Zielonej 8
- Kryptonim Nektar (1963, reż. L. Jeannot - Jubiler Siennicki, szwagier Jacka
- Jadą goście jadą... (cz. 3) (1962), reż. R. Drobaczyński - Ważny urzędnik z Grunwaldu
- Cafe pod Minogą (1959) - Volksdeutsch, pracodawca Apoloni Karaluch
- Pożegnanie z diabłem (1956), reż. W. Jakubowska - Komendant posterunku milicji
- Nikodem Dyzma (1956), reż. J. Rybkowski - Dyrektor Wandryszewski, urzędnik Państwowego Banku Zbożowego
- Zaczarowany rower (1955), reż. S. Sternfeld - Polski dziennikarz w samochodzie dla prasy
- Trzy starty (cz. Nowel pływacka) (1955), reż. E. Petelska - Dziennikarz
- Uczta Baltazara (1954), reż. J. Zarzycki - Konserwator zabytków, przyjaciel Uriaszewicza
- Autobus odjeżdża 6.20 (1954), reż. J. Rybkowski - Nauczyciel w Technikum Górniczo-Hutniczym
- Żołnierz zwycięstwa (1953), reż. W. Jakubowska - Członek prezydium narady partyjnej żołnierzy